# Sortal
Sortal é um conceito utilizado por alguns filósofos ao discutir questões de identidade, persistência e mudança. Termos sortais são considerados uma espécie de termo geral que são classificados dentro da categoria gramatical de substantivos comuns ou contáveis ou frases de substantivos contáveis. Isso se baseia na afirmação de que um elo perceptual permite o pensamento demonstrativo perceptual se ele possibilitar a classificação sortal.

## Visão Geral
A propriedade mais simples de um sortal é que ele pode ser contado, ou seja, pode receber números como modificadores gramaticais. Também pode ser usado com um artigo definido ou indefinido. Por exemplo, "ervilha" é um sortal na frase "Eu quero duas ervilhas", enquanto "água" não é um sortal na frase "Eu quero água". Não pode ser aplicado a um objeto que não permite divisão arbitrária. A contabilidade não é o único critério. Assim, "coisa vermelha" na frase "Há duas coisas vermelhas na prateleira" não é tratada como um sortal por alguns filósofos que usam o termo. Há discordância sobre a definição exata do termo, bem como se ele é aplicado a coisas linguísticas (como predicados ou palavras), entidades abstratas (como propriedades ou conceitos), ou entidades psicológicas (como estados mentais).